# بوينغ إكس بي-56
بوينغ إكس بي-56هي نموذج طائرة مقترح من قبل بوينغ لتطوير القاذفة المتوسطة بي-47 ستراتوجيت.

## اشكال أخرى
أكس بي-56
مشروع لتحويل طائرة ب-47 إلى أربعة محركات من نوع YJ71--5 و في وقت لاحق لإعادة تصميم واي بي-56 و واي بي-47C ولكن لم يتم تنفيذ المشروع.
أر بي-56أي
تسمية إنتاج البديل ، لم يتم التفيذ.

## المواصفات (XB-56)
الخصائص العامة
- طاقم: 3
- طول: 107 قدم 1 بوصة (32.64 م)
- باع الجناح: 116 قدم 0 بوصة (35.36 م)
- ارتفاع: 28 قدم 0 بوصة (8.53 م)
- مساحة الجناح: 1,428 قدم2 (132.7 م2)
- محركات: 4 × Allison YJ71-A-5 turbojet